# Charles Woodburn
Charles Nicholas Woodburn, född i mars 1971, är en brittisk företagsledare som är vd för den globala vapentillverkaren BAE Systems plc sedan den 1 juli 2017. Han har tidigare arbetat inom petroleumindustrin och för serviceföretagen Schlumberger Limited och Expro International Group, Woodburn kom till BAE i maj 2016 för att vara COO.
Han avlade en kandidatexamen, master och doktor i elektroteknik vid Universitetet i Cambridge och en master of business administration vid Erasmusuniversitetet i Rotterdam.